# Sant Sadurní d'Eroles
Sant Sadurní d'Eroles, o Sant Serni, també anomenat el Convent de les Monges, és una antiga església, romànica, del poble de Llúgols, de la comuna nord-catalana de Rià i Cirac, a la comarca del Conflent.
Està situada a prop de l'extrem nord-oest del terme comunal, al nord-est de Llúgols, en el que fou el veïnat de Llúgols de Dalt.

## Història
L'únic esment que es té de l'església és del 1375, quan aquesta església rep una donació d'un veí d'Orbanyà. També consten a finals del segle xii i principis del XIII unes possessions en el territori d'aquesta església del cavaller Berenguer d'En.

## Arquitectura
L'església tenia les característiques habituals en el romànic: nau única, capçada a llevant per un absis semicircular, amb la porta a la façana meridional. La coberta de la nau era una volta de canó llis apuntada. Actualment és mig esfondrada, però conserva l'extrem oriental, amb l'arc presbiterial i l'absis. És un edifici del segle xiii.